# Dol pod Gojko
Dol pod Gojko este o localitate din comuna Vojnik, Slovenia, cu o populație de 184 de locuitori.